# Javi Puado
Javier « Javi » Puado, né le 25 mai 1998 à Barcelone en Espagne, est un footballeur international espagnol qui évolue au poste d'attaquant à l'Espanyol de Barcelone.

## Biographie

### Espanyol de Barcelone
Né à Barcelone en Espagne, Javi Puado passe par l'UE Cornellà avant d'être formé à l'Espanyol de Barcelone qu'il rejoint en 2014. Membre de l'équipe réserve depuis 2016, il prolonge son contrat le 21 juin 2017 jusqu'en 2022. Puado débute en professionnel avec l'équipe première le 18 août 2018, lors de la première journée de la saison 2018-2019, face au Celta de Vigo en Liga. Entré en jeu à la place de Pablo Piatti, son équipe fait match nul lors de cette partie (1-1). Il n'apparaît ensuite plus avec l'équipe première jusqu'au match de Copa del Rey, le 1er novembre 2018 face au Cadix CF. Titulaire lors de cette rencontre au poste, il prend part à l'intégralité de la partie et inscrit même son premier but en professionnel mais son équipe s'incline (2-1). Il est ensuite un peu plus utilisé dans la saison, faisant davantage d'apparitions en 2019.

### Real Saragosse
Le 16 novembre 2019, Puado est prêté pour le reste de la saison sans option d'achat au Real Saragosse. Il comble l'absence de Raphael Dwamena, atteint de problèmes cardiaques.
Puado est titulaire dès son premier match le 23 novembre qui voit Saragosse s'imposer 0-1 au Rayo Vallecano. Le 30 novembre, il marque un but lors d'un nul 3-3 à domicile contre le Girona FC. Puado récidive la journée suivante face au Deportivo La Corogne et distribue également une passe décisive pour Luis Suárez qui clôture une victoire 3-1. Saragosse finit troisième du championnat, à une place de la promotion. Puado ne participe pas au premier tour des barrages qui voit le club s'incliner contre Elche. Son prêt en Aragon permet à l'ailier de prendre en confiance devant le but, totalisant cinq buts en vingt-deux matchs.

### Retour à l'Espanyol
En août 2020, Puado retourne à l'Espanyol et prend le numéro 9 au mois de septembre. Le club vient d'être relégué en deuxième division espagnole. Lors de cette saison 2020-2021 il participe à la remontée du club en première division, l'Espanyol ne sera resté qu'un an à l'échelon inférieur.

### En sélection
Javi Puado joue son premier match avec l'équipe d'Espagne espoirs le 6 septembre 2019, lors d'un match face au Kazakhstan. Il est titulaire au poste d'ailier gauche avant d'être remplacé par Alejandro Pozo. Son équipe s'impose par un but à zéro. Retenu avec les espoirs pour disputer le championnat d'Europe 2021, Puado y inscrit son premier but avec les espoirs, contre la Slovénie le 24 mars 2021, lors du premier match de la phase de groupe. Il contribue ainsi à la victoire des siens (0-3).
En juin 2021, un cas de Covid-19 au sein de la sélection espagnole contraint tous ses joueurs de s'isoler. De ce fait, l'amical international contre la Lituanie est maintenu mais joué par les espoirs. Le 8 juin, Puado honore sa première sélection avec l'Espagne en remplaçant Manu García. Il inscrit le dernier but de la Roja qui scelle un succès 4-0.

### Vie privée
Francisco, le père de Javi Puado, était lui aussi footballeur, évoluant notamment dans les années 1980-90 au CA Osasuna.

## Palmarès

### En sélection

#### Espagne olympique
- Médaillé d'argent aux Jeux olympiques en 2021

## Statistiques
Ce tableau présente les statistiques en carrière de Javi Puado.
| Saison                | Club                    | Championnat           | Championnat | Championnat | Championnat | Coupe(s) nationale(s) | Coupe(s) nationale(s) | Coupe(s) nationale(s) | Compétition(s) continentale(s) | Compétition(s) continentale(s) | Compétition(s) continentale(s) | Compétition(s) continentale(s) | Total | Total | Total |
| Saison                | Club                    | Division              | M.          | B.          | P.d.        | M.                    | B.                    | P.d.                  | Comp.                          | M.                             | B.                             | P.d.                           | M.    | B.    | P.d.  |
| 2016-2017             | Espanyol de Barcelone B | 2ªB                   | 3           | 1           | -           | -                     | -                     | -                     | -                              | -                              | -                              | -                              | 3     | 1     | 0     |
| 2017-2018             | Espanyol de Barcelone B | 4ª                    | 34          | 12          | -           | -                     | -                     | -                     | -                              | -                              | -                              | -                              | 34    | 12    | 0     |
| Sous-total            | Sous-total              | Sous-total            | 37          | 13          | -           | -                     | -                     | -                     | -                              | -                              | -                              | -                              | 37    | 13    | 0     |
| 2018-2019             | Espanyol de Barcelone   | Liga                  | 15          | 0           | 0           | 5                     | 1                     | 0                     | -                              | -                              | -                              | -                              | 20    | 1     | 0     |
| 2019-2020             | Espanyol de Barcelone   | Liga                  | 0           | 0           | 0           | -                     | -                     | -                     | C3                             | 3                              | 0                              | 0                              | 3     | 0     | 0     |
| 2020-2021             | Espanyol de Barcelone   | LaLiga 2              | 37          | 12          | 6           | 2                     | 1                     | 0                     | -                              | -                              | -                              | -                              | 39    | 13    | 6     |
| 2021-2022             | Espanyol de Barcelone   | Liga                  | 27          | 4           | 0           | 3                     | 1                     | 0                     | -                              | -                              | -                              | -                              | 30    | 5     | 0     |
| 2022-2023             | Espanyol de Barcelone   | Liga                  | 35          | 5           | 1           | 2                     | 1                     | 0                     | -                              | -                              | -                              | -                              | 37    | 6     | 1     |
| 2023-2024             | Espanyol de Barcelone   | LaLiga 2              | 19          | 10          | 1           | 2                     | 1                     | 0                     | -                              | -                              | -                              | -                              | 21    | 11    | 1     |
| Sous-total            | Sous-total              | Sous-total            | 134         | 31          | 8           | 14                    | 5                     | 0                     | -                              | 3                              | 0                              | 0                              | 151   | 36    | 8     |
| 2019-2020             | Real Saragosse (prêt)   | LaLiga 2              | 25          | 5           | 5           | 3                     | 2                     | 0                     | -                              | -                              | -                              | -                              | 28    | 7     | 5     |
| Sous-total            | Sous-total              | Sous-total            | 25          | 5           | 5           | 3                     | 2                     | 0                     | -                              | -                              | -                              | -                              | 28    | 7     | 5     |
| Total sur la carrière | Total sur la carrière   | Total sur la carrière | 195         | 49          | 13          | 17                    | 7                     | 0                     | -                              | 3                              | 0                              | 0                              | 215   | 56    | 13    |

### Liste des matchs internationaux
| Matches internationaux de Javi Puado | Matches internationaux de Javi Puado | Matches internationaux de Javi Puado          | Matches internationaux de Javi Puado | Matches internationaux de Javi Puado | Matches internationaux de Javi Puado | Matches internationaux de Javi Puado                                |
|                                      | Date                                 | Lieu                                          | Adversaire                           | Résultat                             | Compétition                          | Notes                                                               |
| ------------------------------------ | ------------------------------------ | --------------------------------------------- | ------------------------------------ | ------------------------------------ | ------------------------------------ | ------------------------------------------------------------------- |
| 1.                                   | 8 juin 2021                          | Stade municipal de Butarque, Leganés, Espagne | Lituanie                             | 4 - 0                                | Match amical                         | Entre en jeu à la place de Martín Zubimendi à la 53e minute de jeu. |

#### Buts internationaux
| 1. | 8 juin 2021 | Stade municipal de Butarque, Leganés, Espagne | Lituanie | 4-0 | Match amical. |